# Прудников, Анатолий Платонович
Прудников Анатолий Платонович (14 января 1927, Ульяновск — 10 января 1999, Москва) — советский и российский математик, специалист в области специальных функций и интегральных преобразований. Сотрудник Вычислительного центра РАН. Автор известных справочников.

## Биография
А. П. Прудников родился в Ульяновске 14 января 1927 года в рабочей семье. В 1930 году он вместе с семьёй переехал в Самару. Там он в 1944 году окончил среднюю школу и поступил в Куйбышевский авиационный институт. Проучившись там три года, он перевёлся на физико-математический факультет Куйбышевского педагогического института, который окончил в 1949 году.
После окончания института А. П. Прудников работал преподавателем математики в Куйбышевском педагогическом институте и учителем математики в школе.
В 1952 году он поступил в аспирантуру Куйбышевского педагогического института. В феврале 1954 года он был командирован в Москву, в аспирантуру Института точной механики и вычислительной техники АН СССР, где был учеником профессора В. А. Диткина. Одновременно с учёбой в аспирантуре он работал там же младшим научным сотрудником.
Когда в 1955 году был создан Вычислительный центр АН СССР, А. П. Прудников был принят туда на работу. В этом институте он работал более 43 лет.
В 1957 году он защитил кандидатскую диссертацию «Аналитическое исследование процессов тепло- и массообмена», а в 1968 году — докторскую диссертацию «Об одном классе интегральных преобразований типа Вольтерра и некоторых обобщениях операционного исчисления». В 1972 году получил звание профессора.
А. П. Прудников был основателем и главным редактором журнала «Integral Transformations and Special Functions», редактором серии монографий «Analytical Methods and Special Functions» издательства Gordon & Breach. Возглавлял Экспертный Совет ВАК России по математике.

## Научные исследования
Под руководством В. А. Диткина А. П. Прудников занимался операционным исчислением и его приложениям к техническим задачам, в частности, задачам термодинамики. Итогом этих исследований стала монография «Операционное исчисление по двум переменным и его приложения», опубликованная в 1958 году. За работы по операционному исчислению В. А. Диткин, А. П. Прудников и В. П. Маслов были удостоены в 1978 году Государственной премии.
Другой областью научных исследований А. П. Прудникова стали интегральные преобразования и специальные функции. Совместно со своим учеником Ю. А. Брычковым он изучал интегральные преобразования обобщённых функций. В их совместной монографии «Интегральные преобразования обобщённых функций» (1977) представлен обширный справочный материал. Позднее ими совместно с H.-J. Glaeske и Vu Kim Tuan были рассмотрены многомерные интегральные преобразования.
Широкую известность получил составленный А. П. Прудниковым, Ю. А. Брычковым и О. И. Маричевым в 1981—1986 гг. трёхтомный справочник по интегралам и рядам, в котором были собраны известные на тот момент аналитические выражения для самых разнообразных интегралов как от элементарных, так и от специальных функций. В 1988—1992 гг. этот справочник был издан в переводе на английский язык в пяти томах.
А. П. Прудников много занимался прикладными исследованиями, разрабатывал аналитические и численные методы решения граничных задач для уравнения Лапласа в областях сложной формы с целью применения к оптимизации профиля проката и другим техническим задачам. Принимал участие в создании математических моделей, алгоритмов, программ и номограмм для медицинских исследований, в частности, для оценки профессионального здоровья лётного состава.

## Научные труды
- Диткин В. А., Прудников А. П. Операционное исчисление по двум переменным и его приложения. — М.: Физматгиз, 1958.
- Диткин B. A., Прудников А. П. Интегральные преобразования и операционное исчисление. — М.: Физмагиз, 1961. — Серия «Справочная математическая библиотека».
- Ditkin W. A., Prudnikow A. P. Przekształcenia całkowe i rachunek operatorowy. Tłum. M. Mochnacki. — Warszawa: Państw. wyd-wo naukowe, 1964.
- Брычков Ю. А., Прудников А. П. Интегральные преобразования обобщённых функций. — М.: Наука, 1977.
- Прудников А. П., Брычков Ю. А., Маричев О. И. Интегралы и ряды. Элементарные функции. — М.: Наука, 1981.
- Прудников А. П., Брычков Ю. А., Маричев О. И. Интегралы и ряды. Специальные функции. — М.: Наука, 1983.
- Прудников А. П., Брычков Ю. А., Маричев О. И. Интегралы и ряды: Специальные функции. Дополнительные главы. — М.: Наука, 1986.
- Таблицы неопределённых интегралов / Ю. А. Брычков, О. И. Маричев, А. П. Прудников. — 2. изд., испр. — М. : ФИЗМАТЛИТ, 2003 (Вологда : ПФ Полиграфист). — 199, [1] с.; 22 см; ISBN 5-9221-0331-8
- Moiseev E. I., Prudnikov A. P., Sedletskii A. M. Basic Property and Completeness of Certain Systems of Elementary Functions. Cambridge Scientific Publishers, 2007.